# Statens Järnvägar
 (janvier 2013).
Si vous disposez d'ouvrages ou d'articles de référence ou si vous connaissez des sites web de qualité traitant du thème abordé ici, merci de compléter l'article en donnant les références utiles à sa vérifiabilité et en les liant à la section « Notes et références ».

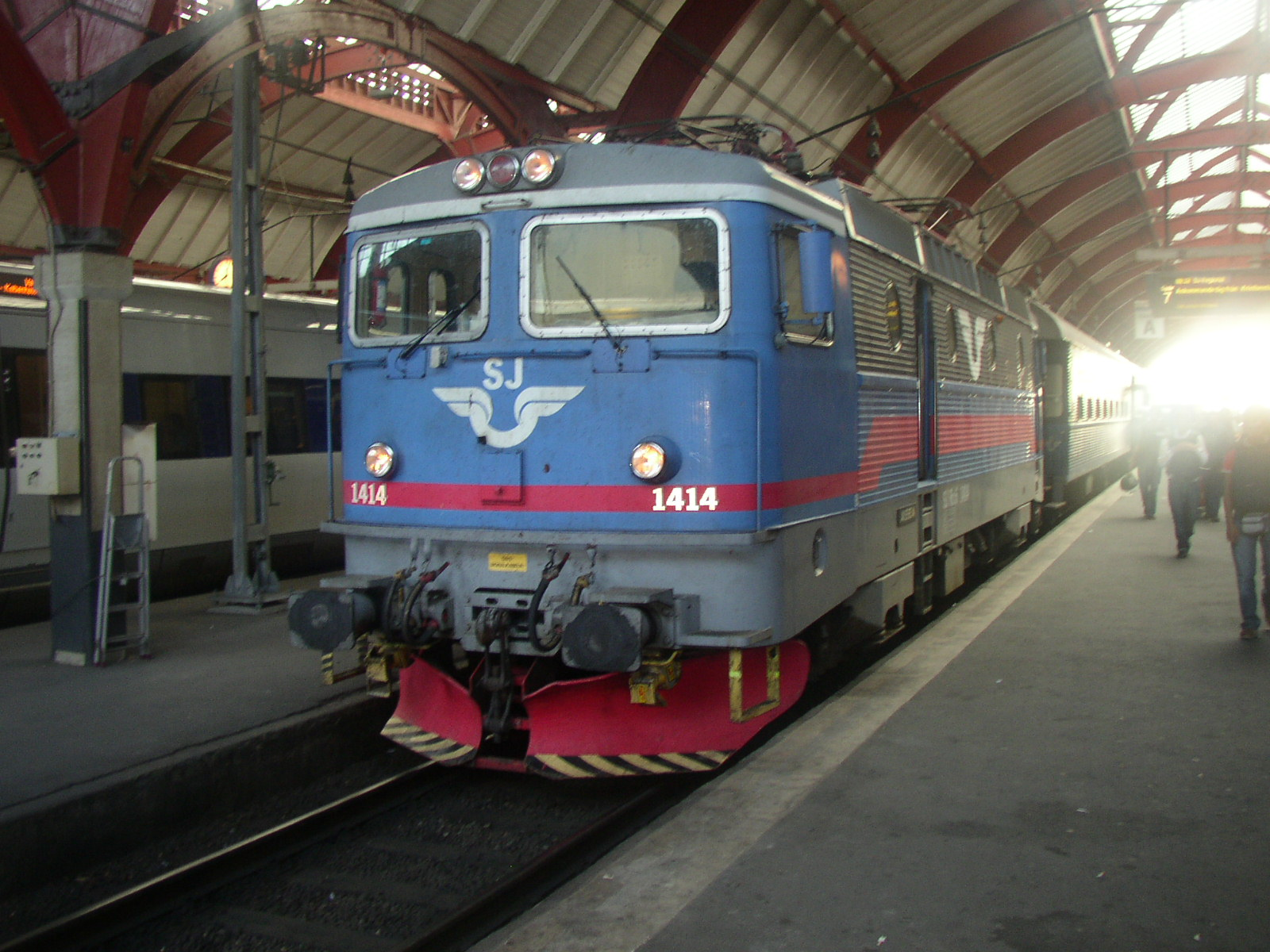
Locomotive SJ n°1414, à Malmö.

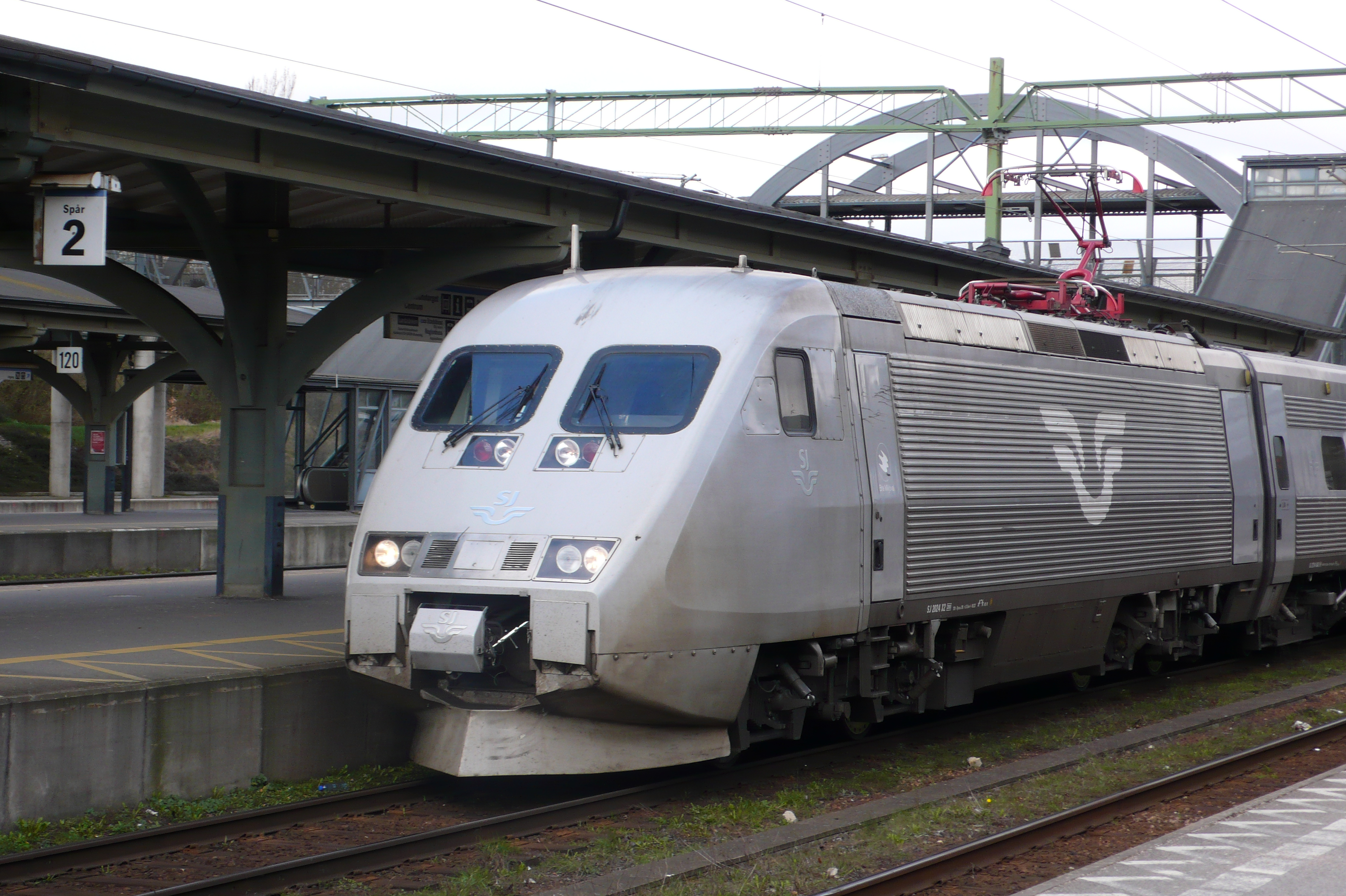
Une rame X2000

SJ (Statens Järnvägar) est une entreprise ferroviaire suédoise créée en 2001. 

## Histoire
C'est depuis 2001 une entreprise ferroviaire détenue par l'État, et chargée de l'exploitation de services voyageurs. 
Elle résulte de l'éclatement de l'administration ferroviaire préexistante, du même nom, en six sociétés anonymes indépendantes. 
Les cinq autres sont Green Cargo AB, (entreprise ferroviaire fret), EuroMaint AB et TrainTech Engineering AB (à présent Interfleet Technology) (ateliers d'entretien), Unigrid AB (données), Jernhusen AB (immobilier) et TraffiCare AB.
La compagnie étant ouverte à la concurrence, les dépenses à effectuer doivent être minimes pour obtenir un prix de billet abordables, par exemple, les contrôleurs doivent, en plus de contrôler les passagers, tenir la voiture-bar (qui est toujours ouverte quelques minutes après le départ d'une station) et servir le conducteur, mais également entretenir l'intérieur du train. Les trains sont également tous accessibles pour les personnes à mobilité réduite. Les scandinaves étant adepte de la technologie et pour attirer plus de personnes, SJ dispose dans ses trains les plus récents, un accès internet en fibre et, pour les voyageurs désirant se reposer, une prise écouteur dans les sièges avec un playlist pré-créée. On retrouve également dans tous les trains plusieurs prises pour un seul passager (contre 1/2 pour un passager à la SNCF).

## Matériel roulant

### X2000
X2000 est le nom d'un train à grande vitesse de type pendulaire exploité par les SJ. Sa vitesse en exploitation est limitée à 200 km/h ; il a cependant atteint la vitesse maximum de 275 km/h.
Le choix du train pendulaire s'explique par le fait que le volume de trafic attendu ne justifiait pas la construction de lignes nouvelles à grande vitesse, et qu'il fallait donc concevoir un matériel capable de s'adapter au parcours relativement sinueux du réseau existant. 
Ce train a obtenu un succès commercial grâce à ses prestations (confort, prises radio et internet) et à son service à bord, aux dessertes étudiées et cadencées et au fait qu'il dessert de nombreuses villes moyennes.
Les relations desservies par les trains X2000 rayonnent à partir de Stockholm vers Göteborg, Uddevalla, Malmö, Växjö, Jönköping, Karlstad, Falun, Sundsvall, Gävle, mais aussi vers d'autres grandes villes scandinave, tel que Copenhague (Danemark) et Oslo (Norvège).